# Doug Brochu
Doug Brochu (Fayetteville, 29 de Setembro de 1990) é um ator norte-americano. Ficou conhecido por interpretar Grady na série Sonny With a Chance, do Disney Channel. É o irmão mais novo de Chris Brochu.

## Filmografia

### Televisão
| Ano         | Titulo                                 | Personagem           | Notas            |
| ----------- | -------------------------------------- | -------------------- | ---------------- |
| 2007        | Zoey 101                               | Blatzberg            |                  |
| 2008        | Disney Channel's Totally New Year 2008 | Ele Mesmo            | Especial de TV   |
| 2008        | iCarly                                 | Duke                 | Participação     |
| 2009        | The Replacements                       | Terrance             | Voz              |
| 2009 - 2011 | Sonny With a Chance                    | Série Disney Channel |                  |
| 2011 2012   | Pair of Kings Sem sentido              | Ogie Grady Mitchell  | (ator Convidado) |